# Arhopala klossi
Arhopala klossi är en fjärilsart som beskrevs av Corbet 1941. Arhopala klossi ingår i släktet Arhopala och familjen juvelvingar. Inga underarter finns listade i Catalogue of Life.